# Xesús Cañedo
Xesús Cañedo Valle (Gijón, 9 de diciembre de 1958) es un político asturiano, Secretario General y fundador del Partíu Asturianista, y estudioso de Asturias y su cultura con obras como el "Refraneru Asturianu" con el también asturianista Xuan Xosé Sánchez Vicente. Fue además uno de los fundadores y miembro del Conceyu Nacionalista Astur entre 1976 y 1981. Es licenciado en Derecho.

### Estudio
- Refraneru Asturianu
- El Gran Libro de la Mitología Asturiana
- Dende Roma hasta Internet

- Datos: Q3326336